# 賀陽宗憲
賀陽 宗憲（かや むねのり、1935年〈昭和10年〉11月24日 - 2017年〈平成29年〉12月23日）は、日本の旧皇族。賀陽宮恒憲王の第5王子。皇籍離脱前の名は宗憲王（むねのりおう）。

## 略歴
1935年（昭和10年）11月24日誕生。1947年（昭和22年）10月14日、11宮家の皇籍離脱が行われた際、王も皇籍を離脱、賀陽宗憲となる（『官報』 第六二二六号 昭和二十二年十月十四日 告示 宮内府告示第十六号）。学習院大学卒業後、味の素に勤務した。同社の食の文化センター事務局長を歴任した他、大日本居合道連盟会長となる。2017年12月23日、東京都中野区の病院で、逝去。

## 血縁
- 父：賀陽宮恒憲王
- 母：恒憲王妃敏子
- 兄弟：邦寿王 - 美智子女王 - 治憲王 - 章憲王 - 文憲王 - 宗憲王 - 健憲王
- 妻：藤居和子（藤居勝正の二女）